# گئورگی انیشینوف
گئورگی انیشینوف (بلغاری: Георги Енишейнов؛ ۱۲ آوریل ۱۹۲۹ – ۷ نوامبر ۲۰۰۲) بازیکن فوتبال اهل بلغارستان بود.
از باشگاه‌هایی که در آن بازی کرده است می‌توان به باشگاه فوتبال بوتو پلوودیو و باشگاه فوتبال زسکا صوفیه اشاره کرد.
وی همچنین در تیم ملی فوتبال بلغارستان بازی کرده است.